# Geert Chatrou
Geert Chatrou (Sint Odiliënberg, 6 febbraio 1969) è un musicista olandese, che pratica l'attività di fischiatore professionista.
Ha vinto il Raduno Internazionale dei fischiatori nel 2004, 2005 e 2008 e ne è stato il giudice nel 2010. Ha anche fischiato nella musica del film Le petit Nicolas. Suona anche il flauto.

## Discografia
- Chatroubadour (2005)
- Ornithology (2008)